# Герцогство Штирия
Ге́рцогство Шти́рия  (нем. Steiermark, словен. Štajerska) — одно из территориальных княжеств Священной Римской империи и коронная земля Австро-Венгрии. В 1918 году герцогство Штирия было разделено на две части: южная Нижняя Штирия (к югу от реки Муры), где большинство населения составляли словенцы, вошла в состав Королевства сербов, хорватов и словенцев (в настоящее время — в составе Словении), тогда как северная и центральная часть герцогства образовали федеральную землю Штирия в составе Австрийской республики.

## Античность
В древности территория Штирии была заселена различными племенами кельтов и входила в состав кельтского догосударственного образования королевства Норик с центром в Норее. В 16 г. до н. э. эти земли вошли в состав Римской империи и были разделены между провинциями Норик (западная и центральная Штирия) и Паннония (восточная и южная Штирия). Установление власти римлян способствовало экономическому развитию региона. В штирийских горах началась добыча металлов, возникли городские поселения (Петовио (современный Птуй), Целеа (Целе)), построены дороги и внедрены новые сельскохозяйственные культуры (прежде всего, виноград). После раздела в 103 году Паннонии восточно-штирийские области вошли в состав провинции Верхняя Паннония (позднее — провинция Паннония I). Западно-штирийские области при разделе Норика Диоклетианом отошли к провинции Внутренний Норик. В период римского господства наибольшее развитие получили южные регионы Штирии, тогда как горная часть была слабо заселена и практически не имела городских поселений.
В конце IV—начале V века на Паннонию и Норик обрушились германские племена. Территория Штирии была опустошена сначала вестготами, затем гуннами и ругиями. В 476 году эти земли вошли в состав варварского королевства Одоакра, а после его падения — королевства остготов. В VI веке на территории Штирии расселились лангобарды.

## Средние века

### Карантания и Бавария
После ухода лангобардов в Италию во второй половине VI века в штирийский регион начинают проникать славянские племена. В начале VII века славяне полностью вытеснили местное романизированное население из Штирии на запад. Славяне первоначально входили в состав Аварского каганата, но в 630-х годах, после восстания Само, обособились и образовали независимое славянское княжество Карантания, ядром которого стали каринтийские и штирийские земли. Потомки славян Карантании — словенцы — сейчас населяют Словению и южные области Штирии. В 745 году Карантания признала сюзеренитет Баварского герцогства, однако сохранила внутреннюю автономию. С этого периода началась интенсивная христианизация славянского населения Штирии, прежде всего миссионерами из Зальцбурга и Пассау.
В 788 году Карантания была присоединена к франкской империи Карла Великого. Внедрение феодализма, раздача земель франкским дворянам и насильственное обращение в христианство вызвали в начале IX века восстание славян. После его подавления автономия Карантании была ликвидирована, а штирийские земли вошли в состав Баварии. Славянские князья были заменены немецкими графами, началась интенсивная германизации Штирии, прежде всего её западной и северной части. К этому периоду относится окончательное торжество христианства в Штирии. С конца IX века приграничные области Баварии начали подвергаться грабительским походам со стороны венгров, расселившихся в Среднем Подунавье. В 907 году, одержав победу при Прессбурге (ныне Братислава), венгры захватили территорию Штирии.

Герцогство Штирия в середине XIII века

### Карантанская марка

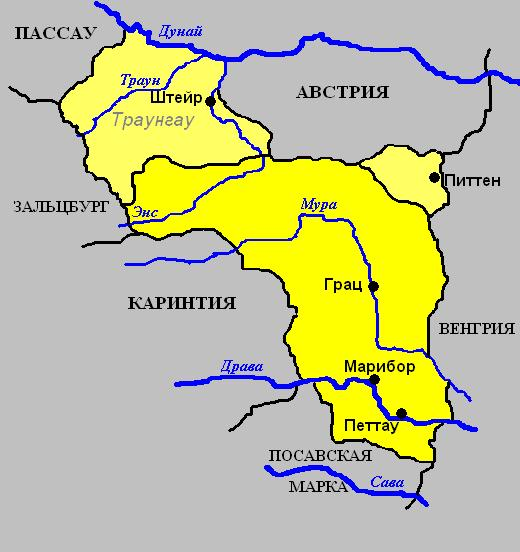
Герцогство Штирия в середине XIII века

В 955 году немецкие войска одержали решающую победу над венграми в битве при Лехе. Штирия и другие приграничные территории были освобождены. Для организации обороны император Отто I Великий создал (ок. 970 года) систему марок вдоль границ Германии. Одной из них стала Карантанская марка (лат. marchia Carantana, нем. Karantanermark), образованная на территории современной Штирии. Затем (976 год) из восточных марок было образовано герцогство Великая Карантания, позднее — Каринтия. Несмотря на формальное подчинение марок герцогу, каждая сохранила определённую автономию и собственные династии. Карантанская марка первоначально включала в себя территории современной центральной Штирии между реками Энс и Мура. Маркграфом там стал Маркварт Эппенштейн. Его сын Адальберо стал герцогом Каринтии (1011 год), но поднял восстание против императора и был смещён (1035 год). Карантанская марка перешла к Арнольду Вельс-Ламбахскому. В 1056 году установилась власть династии Траунгауер. При маркграфе Оттокаре I и его преемниках к марке были присоединены обширные территории: Штайр в Верхней Австрии, Питтен в Нижней Австрии, район Граца, Подравская марка (Птуй и Марибор), Прекмурье. В результате территория маркграфства простиралась от Дравы до Дуная. Одновременно шёл процесс расширения самостоятельности: власть герцогов Каринтии над маркой постепенно слабела, и в 1122 году была окончательно ликвидирована. Образовалось крупное феодальное владение, по городу Штайр, столице династии Траунгауер, получившее название Штирийская марка (нем. Steiermark).

### Штирийская марка
В период правления династии Траунгау Штирия постепенно укрепляла свои позиции на международной арене. Пограничные конфликты с Венгрией и Австрией завершились удачно для штирийских маркграфов. Император Фридрих I Барбаросса присвоил Оттокару IV титул герцога (1180 год), тем самым уравняв его в правах с соседними князьями. Усилилась немецкая колонизация штирийских земель, в результате которой славяне были полностью вытеснены из северной части княжества. Развивались города (Энс, Штайр, Грац) и горное дело. Для социальной структуры Штирии характерно отсутствие крупной аристократии и большое влияние мелких рыцарей-министериалов, которые вместе с городами составляли главную опору герцогской власти в стране. Штирийские министериалы пользовались достаточно широкими правами, формируя особое привилегированное сословие. Герцог Оттокар IV не имел наследников, поэтому он заключил Санкт-Георгенбергский договор (1186 год) с Леопольдом V Бабенбергом, герцогом Австрии, согласно которому после смерти Оттокара Штирия переходила к Бабенбергам и навечно должна была быть объединена с Австрией. Леопольд V гарантировал сохранение прав штирийских сословий.

### Установление власти Габсбургов
В 1192 году Оттокар IV скончался и герцогом Штирии стал Леопольд V. После смерти последнего Штирия на короткое время (1194—1198 годы) обрела самостоятельность, но со вступлением на австрийский престол штирийского герцога Леопольда VI (1198 год) окончательно объединилась с Австрией.
Прекращение династии Бабенбергов (1248 год) привело к временно к переходу Штирии сначала к Венгрии, а с 1260 года к чешскому королю Пржемыслу II Оттокару. В 1276 году император Рудольф I Габсбург разбил Пржемысла Оттокара и захватил Штирию, которую передал своему сыну Альбрехту I. Так Штирия вошла в состав австрийских наследственных владений Габсбургов. В 1290-х годах в Штирии вспыхнуло восстание дворян против централизаторской политики Габсбургов, но было быстро подавлено.
В 1379 году земли Габсбургов были поделены между двумя ветвями этой династии. Штирия отошла к Леопольдинской линии и стала центром герцогства Внутренняя Австрия. Одновременно от Штирии были отделены земли в Траунгау (Штайр и нижнее течение Энса), которые с этого времени вошли в состав земли Верхняя Австрия.
В 1440 году штирийский герцог Фридрих V стал королём Германии и вскоре объединил под своей властью практически все владения Габсбургов. Штирия вновь вошла в состав единой Австрийской монархии. В XIV веке в Штирии появилось сословное представительство — ландтаг. Бурно росли города, развивалось горное дело. В 1410 году в Леобене было основано первое в австрийских землях акционерное общество.

### Графство Целе и турецкие вторжения
Противником Габсбургов в регионе в XIV—XV веках было графство Целе, включавшее земли вокруг городов Целе, Шпитталь, Кочевье и территории к северу от реки Купы. Император Карл IV Люксембург подтвердил в 1372 году самостоятельность графов Целе. Это графство достигло расцвета в правление графа Германа II (1392—1435), который пытался создать из разрозненных владений в Словении единое княжество. Его преемники приняли на себя удары турок, организовав оборону южнонемецких земель. В 1456 году последний граф Целе был убит и его владения захвачены Габсбургами. Целе вошло в состав герцогства Штирия. В XV—XVII веках Штирия сильно пострадала от нашествий турецких войск. Численность населения резко упала. В то же время усилилось наступление государя и феодалов на права и свободы крестьян, что вызвало крестьянское восстание «Виндского союза» (1514—1515).

## Новое время

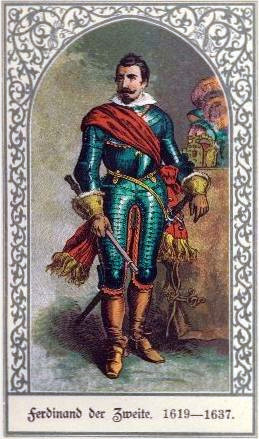
Фердинанд Штирийский

### Реформация и Контрреформация
Реформация проникла в Штирию в 1530-е годы. Герцог Карл II (1564—1590), младший сын императора Фердинанда I, получивший по разделу габсбургских земель в 1564 году Штирию и Каринтию, вначале отнёсся к протестантам миролюбиво. Грац стал центром протестантского движения всей Внутренней Австрии. В 1572 году была введена свобода вероисповедания. Однако в 1573 году герцог пригласил в Штирию иезуитов, основавших в 1586 году Католический Грацский университет.
Сын и наследник Карла II Фердинанд II продолжил борьбу с реформацией и изгнал из Штирии протестантских проповедников. Он стал фактическим лидером контрреформации во владениях Габсбургов и жестоко расправлялся с теми, кто не желал принимать католичество. Фердинанд стал в 1619 году императором Священной Римской империи, разбил войска протестантов в битве на Белой горе (1620 год) и запретил протестантское богослужение. В 1628 году всем дворянам-протестантам было приказано перейти в католичество или покинуть австрийские владения. Многие дворянские семьи Штирии вынуждены были эмигрировать. Протестантство сохранилось лишь в некоторых горных долинах.
Новый этап контрреформации пришёлся на вторую половину XVII века, когда под давлением католической церкви и властей герцогства более 30 000 штирийских протестантов (большей частью, крестьяне) покинули страну и переселились в Трансильванию. Только «Эдикт о веротерпимости» Иосифа II (1781 год) положил конец религиозным преследованиям в Штирии.

### Просвещённый абсолютизм и Наполеоновские войны
Во второй половине XVIII века в Штирии, как и в других владениях Габсбургов, развернулись реформы просвещённого абсолютизма. Урбариальные патенты (1771—1778) Марии Терезии зафиксировали повинности крестьян, сократили барщину, установили минимум крестьянского надела и подтвердили право свободы перехода, разрешено также было выкупать наследственные права на землю. В 1775 году были ликвидированы внутренние таможни между землями в составе империи Габсбургов. В 1779 году создана система государственного школьного образования. При Иосифе II были ограничены права провинциальных ландтагов, а все территории империи объединены в 13 провинций. Штирия вошла в одну из таким провинций вместе с Каринтией и Крайной, что означало ликвидацию самоуправления герцогства. В 1790 году было восстановлено старое административное деление, и Штирия вновь обрела статус отдельной коронной земли.
Под влиянием Французской революции в Штирии активно развивалось демократическое движение (1790—1794), пока не было разгромлено австрийским правительством. Территория Штирии стала ареной боевых действий между наступающей армией Наполеона и войсками австрийской империи (1797 год). В штирийском городе Леобене было заключено перемирие, лишившее Габсбургов власти над Северной Италией.
В 1805 году Штирия вновь была оккупирована французами, однако, в отличие от Каринтии и Крайны, оставалась под властью Габсбургов до конца Наполеоновских войн.

## Штирия в XIX—начале XX века

### Социально-экономическое развитие

Австро-Венгрия в начале XX века. Штирия обозначена цифрой 12.

В конце XIX века население Штирии составляло 1,3 миллиона человек. В Верхней и Средней Штирии подавляющее большинство населения говорило на немецком языке, а в Нижней Штирии преобладали словенцы (в городах — немцы). Германизация славянского населения была довольно значительной и с каждым годом доля словенцев неуклонно уменьшалась. Большинство жителей Штирии принадлежало к римско-католической церкви, около 10 тысяч — к различным протестантским деноминациям и 2 тысячи исповедовали иудаизм.
В экономике Штирии преобладало сельское хозяйство и горная промышленность. Штирия являлась одной из сравнительно богатых лесами земель Австрийской монархии. Главными сельскохозяйственными культурами были пшеница, рожь, ячмень, овёс, гороховые, лён. В Нижней Штирии возделывались фрукты и виноград. Большое значение имело животноводство, особенно коневодство в долине Энса и крупный рогатый скот в Верхней и Средней Штирии. Горная промышленность Штирии к концу XIX века была достаточно развита. В 1895 году функционировало около 83 горнозаводских промышленных предприятий. На них было занято около 16 тысяч рабочих. Наиболее важное значение имела добыча и обработка железной руды и сырого железа, которое пользовалось всемирной известностью. В 1895 году в Штирии было 8 заводов для обработки железной руды и 14 предприятий переработки сырого железа. Немаловажное значение имела добыча каменного угля (около 2,5 миллионов тонн в год). Разрабатывались также месторождения графита, цинка, свинца и каменной соли. Из обрабатывающей промышленности наиболее развиты были металлургия и машиностроение. Довольно значительным было производство цемента, стекла, древесной массы и целлулоида, бумажная и химическая промышленность. В 1890 году в Штирии насчитывалась 531 фабрика, с 31581 рабочими. Развитию торговли способствовала достаточно разветвлённая сеть железных дорог, общая длина которых на 1894 год была равна 1284 км. Главной артерией служила линия Вена-Триест Южной железной дороги. Общая протяжённость шоссейных дорог в конце XIX века составляла 4827 км. На Муре, Драве и Саве было развито судоходство.
Центральным высшим учебным заведением Штирии являлся Университет Граца. Кроме того к концу XIX века в Штирии имелось высшее техническое училище в Граце, горная академия в Леобене и несколько гимназий и торговых училищ. Количество школ составляло почти 900.
В церковном отношении Штирия делилась на две римско-католические епархии: епископство Зеккау-Грац и епископство Лавант или Лафант (нем. Lavant). Штирийский ландтаг состоял из 63 депутатов (два князя-епископа (Зеккау и Лавант), ректор университета Граца, 12 депутатов от крупных землевладельцев, 19 депутатов от городов, местечек и промышленных пунктов, 6 депутатов от 2 торгово-ремесленных палат (Граца и Леобена) и 23 представителя от земских общин). В рейхсрате Штирию представляли 23 депутата.

### Раздел Штирии
После Первой мировой войны по Сен-Жерменскому миру Штирия была разделена на две части: Нижняя Штирия с городами Марибор, Целе и Птуй, населённая по преимуществу словенцами, вошла в состав Королевства сербов, хорватов и словенцев, тогда как Верхняя и Средняя Штирия вошли в состав Австрийской республики, составив федеральную землю Штирия. В отличие от соседней Каринтии, раздел Штирии не повлёк за собой столкновений между словенцами и немцами.